# Stensö göl
Stensö göl är en sjö i Uppvidinge kommun i Småland och ingår i Ronnebyåns huvudavrinningsområde.